# Taraxacum britannicum
Taraxacum britannicum, trajnica, vrsta maslačka sa Britanskih i Kanalskih otoka (Engleska, Wales, Irska, Sjeverna Irska i Kanalski otoci)) Vrsta je opisana 1927.